# Liste antiker Ortsnamen und geographischer Bezeichnungen/Di
| Lateinischer Name                  | Griechischer Name                          | Beschreibung                                                   | Heute | Quellen und Verweise   | Lage |
| ---------------------------------- | ------------------------------------------ | -------------------------------------------------------------- | --- | ---------------------- | ---- |
| Dia                                | Δία (Dia)                                  | kleine Insel vor Kreta                                         | Dia in der Ägäis | Smith;                 |      |
| Dia, Diospolis                     | Δῖα (Dia)                                  | Handelsplatz in Bithynien                                      | Akçakoca in der Türkei | PECS; Smith;           |      |
| Dia                                |                                            | siehe Tyrictaca                                                | |                        |      |
| Dia                                |                                            | siehe Tralles                                                  | |                        |      |
| Diabetae                           |                                            |                                                                | | Smith;                 |      |
| Diablintes                         |                                            | keltischer Stamm in Gallien, Teilstamm der Aulerci             | Siedlungsgebiet zwischen Loire und Seine                                                                                           | Smith;                 |      |
| Diacopene                          |                                            |                                                                | | Smith;                 |      |
| Diacria                            |                                            |                                                                | | Smith;                 |      |
| Diagon                             |                                            |                                                                | | Smith;                 |      |
| Diana Tifatina                     |                                            | Heiligtum der Diana Tifatina in Kampanien, am Fuß des Tifata   | am Westhang des Monte Tifata östlich von Capua in Italien                                                                          |                        |      |
| Diana Veteranorum                  |                                            | Stadt in Numidien                                              | 40 km nordöstlich von Lambaesis in Algerien                                                                                        | Smith;                 |      |
| Dianium, Artemisium                | Διάνιον (Dianion), Ἀρτεμίσιον (Artemision) | Kap an der Küste der Hispania Tarraconensis                    | Cabo de la Nao bei Dénia in Spanien                                                                                                | Smith;                 |      |
| Dianium, Artemisia                 | Ἀρτεμίσιον (Artemision)                    | Insel vor der Küste von Etrurien                               | Giannutri vor der italienischen Küste                                                                                              | Smith;                 |      |
| Dibio, Divio                       |                                            | Stadt in Gallia Narbonensis                                    | Dijon in Frankreich | RE; Smith;             |      |
| Dicaea                             |                                            |                                                                | | Smith;                 |      |
| Dicaearchia                        |                                            |                                                                | | Smith;                 |      |
| Dicaledonae                        |                                            |                                                                | | Smith;                 |      |
| Dictamnum                          |                                            |                                                                | | Smith;                 |      |
| Dicte                              |                                            |                                                                | | Smith;                 |      |
| Dicte                              |                                            |                                                                | | Smith;                 |      |
| Dictis                             |                                            |                                                                | | Smith;                 |      |
| Dictynnaeum                        |                                            |                                                                | | Smith;                 |      |
| Dictynnaeum                        |                                            |                                                                | | Smith;                 |      |
| Diduri                             |                                            |                                                                | | Smith;                 |      |
| Didyma, Branchidae                 | Δίδυμα (Didyma), Βράγχιδαι (Branchidai)    | Heiligtum des Apollon bei Milet                                | Didim an der türkischen Ägäisküste in der Provinz Aydın                                                                            | Smith;                 |      |
| Didyma Teiche                      |                                            |                                                                | | Smith;                 |      |
| Didyme Insula                      |                                            |                                                                | | Smith;                 |      |
| Didymi                             |                                            |                                                                | | Smith;                 |      |
| Didymon Teichos                    |                                            |                                                                | | Smith;                 |      |
| Didymoteichos                      | Διδυμότειχος (Didymoteichos)               | Stadt in Thrakien                                              | Didymoticho | Smith;                 |      |
| Digba                              |                                            |                                                                | | Smith;                 |      |
| Digentia                           |                                            |                                                                | | Smith;                 |      |
| Dilis                              |                                            |                                                                | | Smith;                 |      |
| Diluntum                           |                                            |                                                                | | Smith;                 |      |
| Dimallum                           |                                            |                                                                | | Smith;                 |      |
| Dimastus                           |                                            |                                                                | | Smith;                 |      |
| Dimetae                            |                                            | siehe Demetae                                                  | |                        |      |
| Dinaretum                          |                                            |                                                                | | Smith;                 |      |
| Dindymene                          |                                            |                                                                | | Smith;                 |      |
| Dindymum                           |                                            |                                                                | | Smith;                 |      |
| Dindymum                           |                                            |                                                                | | Smith;                 |      |
| Dinia                              |                                            |                                                                | | Smith;                 |      |
| Diniae                             |                                            |                                                                | | Smith;                 |      |
| Dinogetia                          | Δινογέτεια (Dinogeteia)                    | römisches Militärlager am moesischen Limes                     | 5 km nordwestlich des rumänischen Dorfes Garvan im Landkreis Tulcea in der Dobrudscha, rund 10 km südöstlich der Donaustadt Galatz | Smith;                 |      |
| Diocaesareia                       |                                            |                                                                | | Smith;                 |      |
| Diocaesareia                       |                                            |                                                                | | Smith;                 |      |
| Dioclea                            |                                            | siehe Doclea                                                   | |                        |      |
| Diocleia                           |                                            |                                                                | | Smith;                 |      |
| Diocletianopolis                   | Διοκλητιανούπολις (Dioklētianoupolis)      | Stadt in Thrakien                                              | Chissarja in Südbulgarien | Smith;                 |      |
| Diocletianopolis                   | Διοκλητιανούπολις (Dioklētianoupolis)      | Stadt in Palästina                                             | |                        |      |
| Diocletianopolis                   | Διοκλητιανούπολις (Dioklētianoupolis)      | Stadt in Thebais Secunda                                       | Qus in Oberägypten |                        |      |
| Diodori Insula                     |                                            |                                                                | | Smith;                 |      |
| Diodorum                           |                                            |                                                                | | Smith;                 |      |
| Diolindum                          |                                            |                                                                | | Smith;                 |      |
| Diomedeae Insulae                  |                                            |                                                                | | Smith;                 |      |
| Dionysiades                        |                                            |                                                                | | Smith;                 |      |
| Dionysias                          |                                            | siehe Crambusa                                                 | |                        |      |
| Dionysopolis                       |                                            |                                                                | | Smith;                 |      |
| Dionysopolis Indiae                |                                            |                                                                | | Smith;                 |      |
| Dionysopolis Moesiae               |                                            |                                                                | | Smith;                 |      |
| Diopolis                           |                                            |                                                                | | Smith;                 |      |
| Dios Hieron                        |                                            |                                                                | | Smith;                 |      |
| Dioscoridis Insula                 |                                            |                                                                | | Smith;                 |      |
| Dioscurias                         |                                            |                                                                | | Smith;                 |      |
| Diospolis                          | Διόσπολις (Diospolis)                      | Stadt in Bithynien                                             | Akçakoca in der Türkei | Smith (1);             |      |
| Diospolis                          | Διόσπολις (Diospolis)                      | Stadt in Palästina                                             | Lod in Israel | Smith;                 |      |
| Diospolis Inferior                 |                                            | Stadt im 17. unterägyptischer Gau im nördlichen Nildelta       | etwa 30 km nördlich von al-Mansura in Ägypten                                                                                      | inferior-geo Smith;    |      |
| Diospolis Magna                    |                                            |                                                                | | Smith;                 |      |
| Diospolis Parva                    | Διόσπολις μικρά (Diospolis mikra)          | Stadt in Oberägypten, Hauptstadt des Gaus Diospolites          | | Smith (1);             |      |
| Dipaea, Dipäa, Dipaia              | Δίπαια (Dipaia)                            | Stadt in Arkadien                                              | vielleicht Davia in der Gemeinde Falanthos                                                                                         | Smith;                 |      |
| Dipoena                            |                                            |                                                                | | Smith;                 |      |
| Dirce                              |                                            |                                                                | | Smith;                 |      |
| Dirphe                             |                                            |                                                                | | Smith;                 |      |
| Discelados                         |                                            |                                                                | | Smith;                 |      |
| Ditattium                          |                                            |                                                                | | Smith;                 |      |
| Dittani                            |                                            |                                                                | | Smith;                 |      |
| Dium                               | Δῖον (Dion)                                | Stadt in Makedonien                                            | in der Küstenebene am Fuß des Olymp, ca. 15 km von Katerini entfernt                                                               | Smith (1);             |      |
| Dium                               | Δῖον (Dion)                                | Stadt auf der Athos-Halbinsel                                  | | Smith (2);             |      |
| Dium                               | Δίον ἄκρον (Dion akron)                    | Kap an der Nordküste von Kreta                                 | vielleicht Kap Korakias | Smith;                 |      |
| Dium                               | Δῖον (Dion)                                | Stadt auf Euböa                                                | | Smith;                 |      |
| Dium                               | Δῖον (Dion)                                | Stadt in Palästina, eine der Städte der Dekapolis              | |                        |      |
| Diur                               |                                            |                                                                | | Smith;                 |      |
| Diva                               |                                            | Fluss in Kaledonien                                            | Dee in Schottland | Smith;                 |      |
| Divitia                            |                                            | römisches Militärlager nahe Colonia Claudia Ara Agrippinensium | im Stadtteil Köln-Deutz | Smith;                 |      |
| Divodurum                          | Διουόδουρον (Diouodouron)                  | Stadt in Gallien, Hauptort der Mediomatriker                   | Metz in Frankreich | Smith;                 |      |
| Divona, Divona Cadurcorum, Cadurci |                                            | Hauptort der Kadurker in Gallien                               | Cahors in Frankreich | PECS; Pleiades; Smith; |      |